# دن بوک
دنیل بوک (انگلیسی: Daniel Book؛ زادهٔ ۲۰ ژوئیهٔ ۱۹۸۳) تهیه‌کننده موسیقی و ترانه‌نویس اهل ایالات متحده آمریکا است. او در حال حاضر با انتشارات موسیقی سونی/ای‌تی‌وی همکاری دارد.